# Iglesia de San Salvador (Irurita)

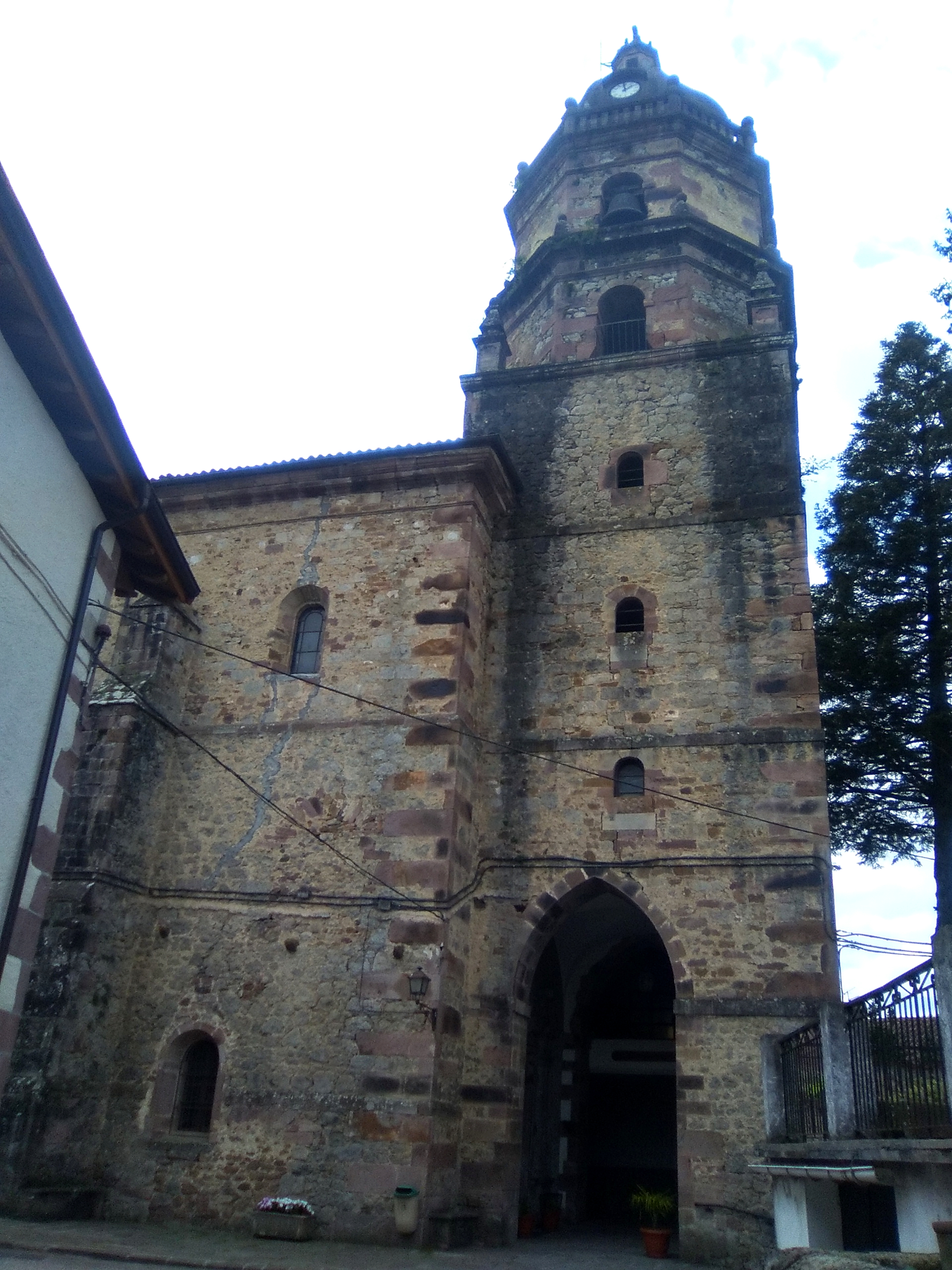
Foto de la iglesia de San Salvador, Irurita.

La iglesia parroquial de San Salvador es un edificio religioso barroco situado en el lugar de Irurita (Valle de Baztán) en la Comunidad Foral de Navarra.
Fue construida tras el derribo de un templo anterior datado en el siglo XV, del que no han quedado restos y que probablemente estaría situado a algunos metros del actual emplazamiento. 
Las obras de la nueva iglesia comenzaron en 1739 gracias a las crecidas cantidades de dinero que envió desde el Virreinato del Perú el baztanés Agustín de Gamio. 
Previamente tuvieron que ponerse de acuerdo los vecinos respecto a la colocación de las tumbas, que en la época se situaban bajo el suelo de la nave central de la iglesia, pues debían estar ordenadas en función de la importancia histórica y prestigio de cada una de las casas a que pertenecía. Al igual que las tumbas, la colocación de los vecinos en los bancos de la iglesia también estaba fijada en función del prestigio social de las casas.
El templo está construido con planta de cruz latina compuesta por una nave de tres tramos, cubierta con crucería, un crucero de poca profundidad y una amplia cabecera recta cubiertos con bóvedas de medio cañón con lunetos. Los muros son de sillar, extraídos del anterior templo y de la cantera de Zaldubia-Garana.La esbelta torre se encuentra adosada al muro hastial y en su origen estaba coronada por un tejado de madera. Este tejado fue suprimido y convertido en una soberbia cúpula con linterna octogonal en la reforma efectuada a principios del siglo XX.
El pórtico, labrado en típica piedra del Baztán, se asemeja a la estructura de un retablo barroco. Son de destacar especialmente el retablo mayor y los dos retablos laterales, que en 2003 fueron declarados Bien de Interés Cultural por el Gobierno de Navarra.

## Retablo mayor
Preside el templo un monumental retablo neoclásico cuya construcción data del año 1760. Está formado por un orden gigante de columnas corintias, que forman cinco calles, elevado sobre un banco que engloba con su decoración las dos puertas situadas a ambos lados y que conducen a la sacristía. En el banco están los relieves, procedentes de la antigua iglesia del nacimiento de Jesús, y la adoración de los Magos y los evangelistas emparejados.
Las tallas de San José, San Juan Bautista, San Eutropio y San Francisco Javier flanquean la figura del Salvador, y ocupan el cuerpo del retablo que remata con cruz portada por ángeles entre San Pedro y San Pablo.

## Retablo de la Virgen del Rosario
El retablo de la Virgen del Rosario, a la izquierda del altar mayor, en el lado de la epístola, fue diseñado por Muguiro y ejecutado por Pedro José de Irisari con anterioridad a 1772. Se trata de un cuerpo articulado por dobles columnas de capitel compuesto que encarnan una gran hornacina central. Está decorado al estilo rococó tardío con rocallas, placas y pendientes de futos.
La imagen de Nuestra Señora del Rosario es obra del escultor italiano Juan Domingo Olivieri, director del obrador de escultura del Palacio Real y pintada por Juan Bautista de la Peña. Fue regalada a la parroquia por los hermanos Pedro Francisco y Tomás de Goyeneche, tesoreros del Palacio Real en el año 1749.
Es obra de primera mano del escultor por su elegancia y distinción y descansa sobre una peana que semeja un capitel coronado por ángeles. En una inscripción de la peana figuran el nombre de los patrocinadores, del escultor y el lugar y fecha de ejecución.
Sobre dicha peana en forma de capitel, compuesta por un fuste de palmetas y una gloria de nubes en la que se inscriben cabecitas de ángeles, se alza la talla de María en pie, de nobilísimo porte. Su rostro redondeado, inspirado en modelos clásicos, y enmarcado por una cabellera corta que se recoge sobre las orejas, presenta frente despejada, mirada baja, boca pequeña, en tanto que en su cuerpo, envuelto en un manto a base de pliegues volados que contribuye asimismo al adelgazamiento de la figura, es perceptible un movimiento elegante impuesto por las formas abiertas de los brazos. Sostiene con su mano izquierda al Niño, en inestable posición, desnudo y envuelto en un paño blanco, de semblante sonriente entre abultados mechones de cabello. La imagen conserva una policromía en tonos lisos de color rojo en la túnica y azul en el manto. 
Esta representación iconográfica sugirió probablemente el tipo de la Virgen del Rosario de Luis Salvador Carmona y es la única Virgen del Rosario que se conserva de Olivieri, la única obra conocida de este artista realizada en madera, pues el resto de su obra conocida es de piedra o mármol y la única obra de Olivieri que está situada fuera del círculo de la Corte.

## Retablo de la Asunción
Este retablo está situado a la derecha del altar mayor, del lado del Evangelio. Es también de estilo rococó y está dedicado a la Asunción de Nuestra Señora, también diseñado y ejecutado por Pedro José de Irisarri.
En el retablo figura la Virgen María junto con sus padres San Joaquín y Santa Ana, y encima dos ángeles portando una corona. Las tallas son de autor anónimo.

## El órgano
Fue construido por A. Amezua y Cía en Pasajes - San Sebastián en el año 1903. Se compone de una caja de estilo ecléctico con abundancia de dorados y 34 tubos, llamados canónigos, a modo de adorno.

## Reforma de la Duquesa de Goyeneche
A principios del siglo XX, María Josefa de Goyeneche y Gamio, duquesa de Goyeneche, sobrina de Agustín de Gamio, con cuyos fondos se construyó la iglesia, emprendió las obras más importantes que desde su construcción se habían realizado en esta parroquia realizando una restauración en profundidad de todo el templo.
Encargó el reforzamiento de toda la estructura del edificio, la restauración de la fachada, la sustitución del antiguo tejado de madera que coronaba la torre por una soberbia cúpula octogonal con lucernarios artísticos, encargó la pintura al óleo policromada con pan de oro de todo el interior del templo al pintor y dorador pamplonés Florentino Istúriz, reformó el tabernáculo expositor y realizó el dorado completo del mismo; regaló el sagrario del altar mayor restaurando la gradería, mesas y pedestales de los tres retablos llevando a cabo también una limpieza y lavado en profundidad de ellos; abrió nuevos ventanales con bastidores y ventiladores de hierro forjado y vidrieras adornadas; subvencionó también la pintura completa de la sacristía, la reforma y colocación del altar mayor, así como su tarima y grada. Regaló además la barandilla del comulgatorio y una soberbia lámpara rematada con una corona ducal.
El 11 de octubre de 1917 fueron inauguradas solemnemente las obras con una función religiosa en la parroquia a la que acudieron autoridades civiles, eclesiásticas, representantes de la familia Goyeneche y todo el pueblo de Irurita.